# Asia Cup 1988
Der Asia Cup 1988 war die 3. Ausgabe des Cricketwettbewerbes für asiatische Nationalmannschaften, der im ODI-Format ausgetragen wird. Im Finale konnte sich Indien gegen Sri Lanka mit 6 Wickets durchsetzen.

## Teilnehmer
Die Teilnehmer waren alle drei Nationen mit Teststatus (Indien, Pakistan und Sri Lanka) sowie Bangladesch.
| - Bangladesch - Indien - Pakistan - Sri Lanka |

## Format
Die vier Mannschaften spielten gegen jedes andere Team in einer Gruppe. Die ersten beiden Mannschaften qualifizierten sich für das Finale und spielten dort den Turniersieger aus.

## Stadien
Die folgenden Stadien wurden für das Turnier vorgesehen.
| Stadion                      | Stadt      | Kapazität |
| ---------------------------- | ---------- | --------- |
| M. A. Aziz Stadium           | Chittagong | 30.000    |
| Bangabandhu National Stadium | Dhaka      | 36.000    |

## Kaderlisten
Die Mannschaften benannten die folgenden Kader.
| ODI | ODI | ODI | ODI |
| Bangladesch | Indien | Pakistan | Sri Lanka |
| --- | --- | --- | --- |
| - Gazi Ashraf (K) - Akram Khan - Aminul Islam - Athar Ali Khan - Azhar Hossain - Faruk Ahmed - Gholam Nousher - Golam Faruq - Harunur Rashid - Jahangir Shah - Minhajul Abedin - Nasir Ahmed (wk) - Wahidul Gani - Zahid Razzak | - Dilip Vengsarkar (K) - Mohinder Amarnath - Arshad Ayub - Mohammad Azharuddin - Kapil Dev - Narendra Hirwani - Kiran More (wk) - Chandrakant Pandit - Ajay Sharma - Sanjeev Sharma - Navjot Singh Sidhu - Maninder Singh - Krishnamachari Srikkanth | - Javed Miandad (K) - Aamer Malik - Abdul Qadir - Haafiz Shahid - Ijaz Ahmed - Iqbal Qasim - Manzoor Elahi - Moin-ul-Atiq - Naved Anjum - Ramiz Raja - Saleem Malik - Saleem Yousuf (wk) - Shoaib Mohammad - Tauseef Ahmed - Wasim Akram | - Arjuna Ranatunga (K) - Don Anurasiri - Uvais Karnain - Brendon Kuruppu (wk) - Graeme Labrooy - Ranjan Madugalle - Ranjith Madurasinghe - Roshan Mahanama - Duleep Mendis - Champaka Ramanayake - Ravi Ratnayeke - Athula Samarasekera - Aravinda de Silva - Hashan Tillakaratne - Kapila Wijegunawardene |

## Vorrundengruppe
Tabelle
|             | Sp. | S | N | R | NR | Punkte | RR    |
| ----------- | --- | - | - | - | -- | ------ | ----- |
| Sri Lanka   | 3   | 3 | 0 | 0 | 0  | 12     | 5.110 |
| Indien      | 3   | 2 | 1 | 0 | 0  | 8      | 4.451 |
| Pakistan    | 3   | 1 | 2 | 0 | 0  | 4      | 4.627 |
| Bangladesch | 3   | 0 | 3 | 0 | 0  | 0      | 2.430 |

Spiele
| 27. Oktober Scorecard | Dhaka | Pakistan 194-7 (44/44)          | – | Sri Lanka 195-5 (38.5/44) |
|                       |       | Sri Lanka gewinnt mit 5 Wickets |   |                           |

Sri Lanka gewann den Münzwurf und entschied sich als Feldmannschaft zu beginnen. Als Spieler des Spiels wurde Roshan Mahanama ausgezeichnet.
| 27. Oktober Scorecard | Chittagong | Bangladesch 99-8 (45)        | – | Indien 100-1 (26) |
|                       |            | Indien gewinnt mit 9 Wickets |   |                   |

Indien gewann den Münzwurf und entschied sich als Feldmannschaft zu beginnen. Als Spieler des Spiels wurde Navjot Sidhu ausgezeichnet.
| 29. Oktober Scorecard | Dhaka | Sri Lanka 271-6 (45)          | – | Indien 254 (44) |
|                       |       | Sri Lanka gewinnt mit 17 Runs |   |                 |

Indien gewann den Münzwurf und entschied sich als Feldmannschaft zu beginnen. Als Spieler des Spiels wurde Moin-ul-Atiq ausgezeichnet.
| 29. Oktober Scorecard | Chittagong | Pakistan 284-3 (45)           | – | Bangladesch 111-6 (45) |
|                       |            | Pakistan gewinnt mit 173 Runs |   |                        |

Pakistan gewann den Münzwurf und entschied sich als Schlagmannschaft zu beginnen. Als Spieler des Spiels wurde Aravinda de Silva ausgezeichnet.
| 31. Oktober Scorecard | Dhaka | Pakistan 142 (42.2)          | – | Indien 143-6 (40.4) |
|                       |       | Indien gewinnt mit 4 Wickets |   |                     |

Indien gewann den Münzwurf und entschied sich als Feldmannschaft zu beginnen. Als Spieler des Spiels wurde Arshad Ayub ausgezeichnet.
| 2. November Scorecard | Dhaka | Bangladesch 118-8 (45)          | – | Sri Lanka 120-1 (30.5) |
|                       |       | Sri Lanka gewinnt mit 9 Wickets |   |                        |

Sri Lanka gewann den Münzwurf und entschied sich als Feldmannschaft zu beginnen. Als Spieler des Spiels wurde Brendon Kuruppu ausgezeichnet.

## Finale
| 4. November Scorecard | Dhaka | Sri Lanka 176 (43.2)         | – | Indien 180-4 (37.1) |
|                       |       | Indien gewinnt mit 6 Wickets |   |                     |

Indien gewann den Münzwurf und entschied sich als Feldmannschaft zu beginnen. Als Spieler des Spiels wurde Navjot Sighu ausgezeichnet.

## Statistiken
Die folgenden Cricketstatistiken wurden bei dieser Tour erzielt.
| ODIs                   | ODIs       | ODIs    | ODIs    | ODIs    | ODIs    | ODIs    | ODIs    | ODIs    |
| Batting                | Batting    | Batting | Batting | Batting | Batting | Batting | Batting | Batting |
| Spieler                | Mannschaft | Spiele  | Innings | Runs    | Average | HS      | 100s    | 50s     |
| ---------------------- | ---------- | ------- | ------- | ------- | ------- | ------- | ------- | ------- |
| Ijaz Ahmed             | Pakistan   | 3       | 3       | 192     | 96,00   | 124*    | 1       | 1       |
| Navjot Sidhu           | Indien     | 4       | 4       | 179     | 59,66   | 76      | 0       | 3       |
| Moin-ul-Atiq           | Pakistan   | 2       | 2       | 143     | 71,50   | 105     | 1       | 0       |
| Athula Samarasekera    | Sri Lanka  | 4       | 4       | 140     | 46,66   | 66      | 0       | 1       |
| Aravinda de Silva      | Sri Lanka  | 4       | 3       | 135     | 45,00   | 69      | 0       | 1       |
| Bowling                |            |         |         |         |         |         |         |         |
| Spieler                | Mannschaft | Spiele  | Overs   | Wickets | Average | BBI     | 5W      | 10W     |
| Arshad Ayub            | Indien     | 4       | 36.0    | 9       | 13,33   | 5/21    | 1       | 0       |
| Kapila Wijegunawardene | Sri Lanka  | 4       | 32.0    | 8       | 16,50   | 4/49    | 0       | 0       |
| Ravi Ratnayeke         | Sri Lanka  | 4       | 34.0    | 7       | 18,85   | 4/23    | 0       | 0       |
| Kapil Dev              | Indien     | 4       | 28.2    | 6       | 16,50   | 2/16    | 0       | 0       |
| Abdul Qadir            | Pakistan   | 3       | 26.0    | 6       | 17,00   | 3/27    | 0       | 0       |